# Berenguer d'Erill
Berenguer d'Erill (? — 1236) fou abat de Saidí i bisbe de Lleida (1205-36). Cosí de Ponç de Vilamur, bisbe d'Urgell. Fou un dels consellers del rei Jaume I.
Va acompanyar al rei Jaume en les seves campanyes militars a València i a Mallorca. Com en el setge de Borriana de 1233. Fou testimoni de la pau entre el rei i el vescomte de Cabrera (a Montsó el 1217) i intervingué en diverses concòrdies entre nobles, com la dels Montcada amb el comte Nunó I de Rosselló el 1224. El 1228 fou un dels qui declararen nul el matrimoni del rei Jaume I amb Elionor de Castella, parents en tercer grau.
El 1223, va introduir la regla del Cister al monestir de Santa Maria de Lavaix, que abans s'havia regit per la regla benedictina i el va unir amb el monestir de Bonnefont. Reorganitzà la seu de Roda d'Isàvena i durant el seu pontificat se celebra a Lleida un concili de la Tarraconense per a la reforma de la disciplina eclesiàstica.